# Cărbunari (okręg Prahova)
Cărbunari – wieś w Rumunii, w okręgu Prahova, w gminie Poienarii Burchii. W 2011 roku liczyła 181 mieszkańców.